# Luganske (Bajmut)
Luganske (en ucraniano: Луганське, romanizado: Luhanske; en ruso: Луганское, romanizado: Lugánskoye) es un asentamiento de tipo urbano ucraniano perteneciente al óblast de Donetsk. Situado en el este del país, forma parte del raión de Bájmut y del municipio (hromada) de Svitlodarsk.
El asentamiento se encuentra ocupado por Rusia desde mayo de 2022 en el marco de la invasión rusa de Ucrania.

## Geografía
Luganske está en la desembocadura del riachuelo Skelovata en el río Lugán, 30 km al sureste de Bajmut y 60 km al noreste de Donetsk.

## Historia
Luganske se mencionó por primera vez por escrito en 1701, cuando el lugar fue fundado por colonos rumanos. El lugar se llamó Piatnadtsataya Rota (en ucraniano: Пятнадцатая Рота) hasta 1922. El pueblo sufrió el Holodomor (1932-1933), con un número de víctimas establecidas de 314 personas.
El asentamiento ha sido dañado y se encuentra en la primera línea de la guerra del Dombás, controlado por Ucrania. ACNUR informó en febrero de 2017 que estaba habitado por un "puñado de ancianos residentes".
Tras la invasión rusa de Ucrania, Luganske fue capturado por Rusia en mayo de 2022.

## Demografía
La evolución de la población de Luganske entre 2001 y 2022 fue la siguiente:
| 2612                                                          | 2432 | 2192 | 2163 | 2140 |
| (Fuente: Cities & Towns of Ukraine y UKRAINE: Größere Städte) |      |      |      |      |

Según el censo de 2001, la lengua materna de la mayoría de los habitantes, el 81,78%, es el ucraniano; del 15,81% es el ruso.

## Infraestructura

### Transporte
Por Luganske pasa la autovía M-04 Známianka-Sorókine.